# Marian Kościałkowski
Marian Kościałkowski (ur. 1 lipca 1914 w Wilnie, zm. 14 lipca 1977) – polski malarz i rzeźbiarz tworzący na emigracji.

## Życiorys
Urodził się jako Jan (Janusz) Marian Kościałkowski, w 1932 ukończył Gimnazjum im. Adama Mickiewicza w Wilnie, a rok później zdał egzamin dojrzałości i wyjechał do Paryża, gdzie przez rok studiował w École nationale supérieure des beaux-arts. Następnie przewał naukę i powrócił do Polski, gdzie odbył służbę wojskową. Od 1936 studiował w Akademii Sztuk Pięknych w Warszawie pod kierunkiem Tadeusza Pruszkowskiego i Mieczysława Kotarbińskiego. Po wybuchu II wojny światowej usiłował przedostać się do Wilna, ale wiosną 1940 został aresztowany przez NKWD i zesłany do Wielska. Po roku schorowany został zwolniony w wyniku amnestii, przedostał się do miejsca formowania Armii Polskiej, z którą przemierzył szlak bojowy przez Irak, Palestynę, Libię i Egipt. W szeregach 2 Korpusu Polskiego, w oddziale propagandy 5 Kresowej Dywizji Piechoty w 1944 dotarł do Włoch, gdzie uczestniczył w walkach o Monte Cassino. Przebywając w Rzymie uczestniczył w zajęciach prowadzonych w akademii sztuki, gdzie jednym z wykładowców był kubista Gino Severini. Zetknął się tam z twórczością Piero della Francesca, która wywarła na nim duże wrażenie i której wielbicielem był przez resztę życia. W 1947 został ewakuowany do Wielkiej Brytanii, gdzie uzyskał stypendium Sir John Cass School of Art, Architecture and Design w Londynie. Poznał Tadeusza Piotra Potworowskiego, który umożliwił mu wystawianie prac w Galerii Gimpel & Fils, w 1948 miał tam pierwszą wystawę indywidualną. W latach 50. odbył kilka podróży artystycznych po Półwyspie Iberyjskim, 1958 otrzymał obywatelstwo brytyjskie. W 1958 i 1959 w CBWA w Poznaniu i Szczecinie miały miejsce niewielkie wystawy rysunków Mariana Kościałkowskiego. W 1965 miał miejsce pierwszy poważny kryzys zdrowotny artysty, trzy lata później razem z żoną zakupił dom w Carrarze, gdzie przebywając rzeźbił w marmurze. Zmarł po długiej chorobie w 1977. 
W 1978 prace artysty wstawione były w Centaur Gallery i stały się przyczynkiem do oceny jego twórczości przez Stanisława Frenkiela. 
Miał dwóch braci; Sergiusza (ur. 1915) i Przemysława (ur. 1923).

## Dorobek artystyczny
Twórczość Mariana Kościałkowskiego jest przez krytyków dzielona na cztery etapy:
- Młodzieńczy, który trwał do przyjazdu do Wielkiej Brytanii;
- Kubistyczny (1947–1960);
- Abstrakcji (1960–1969);
- Klasyczny, rzeźby i akwaforty (1969–1977).

Artysta rzadko wystawiał swoje prace, w związku z tym nie otrzymywał nagród i wyróżnień. Jedyną była nagroda plastyczna przyznana mu przez paryską Kulturę w 1964. Jego prace znajdują się w galeriach i prywatnych kolekcjach w Paryżu, Londynie, Bazylei, Lozannie. Mediolanie, Carrarze, Warszawie, Jerozolimie i Tel-Awiwie.